# Émile Luciani
Pour les articles homonymes, voir Luciani.
Émile Luciani, né le 28 octobre 1913 dans le 7e arrondissement de Paris et mort le 23 octobre 1993 à Caen, est un homme politique français.

## Biographie

### Militant syndical
Émile Luciani est d'origine corse. Son père meurt pendant la Première Guerre mondiale. Mobilisé en 1939, Emile Luciani est fait prisonnier en 1940. Après la guerre, installé à Ham (Somme), il exerce le métier de représentant de commerce et milite au sein de l'Union de défense des commerçants et artisans (UDCA) fondée par Pierre Poujade, en 1953.

### Député de la Somme
Aux élections législatives du 2 janvier 1956, il se présente à la tête de la liste poujadiste, dans le département de la Somme. La liste obtient 11 % des voix et Emile Luciani est élu député. Il siège à la Commission de l'agriculture, puis à celle des pensions. Il est surtout actif dans les domaines des allègements fiscaux et de l'agriculture.
En novembre 1956, il quitte le groupe parlementaire poujadiste (Union et fraternité française) pour devenir « non-inscrit ». Il vote l'investiture aux gouvernements Maurice Bourgès-Maunoury et Félix Gaillard. Il se prononce contre la ratification des traités de Rome. Il est un partisan de l'Algérie française. Le 13 mai 1958, il refuse l'investiture à Pierre Pflimlin et soutient le retour du général de Gaulle au pouvoir.
Rallié au gaullisme, il est élu député de la Cinquième circonscription de la Somme (Péronne) aux législatives de novembre 1958, sous l'étiquette UNR et conserve son siège jusqu'en 1973. À chaque élection, il augmente son score au premier tour passant de 33 % des voix en 1958, à 41,5 % en 1962, 47 % en 1967 et 55 % en 1968. En 1973, il cède sa place de candidat de la majorité à André Audinot et devient son suppléant ; André Audinot est élu.

### Élu local
Il devient conseiller général du canton de Ham en avril 1958, puis maire de Ham, en 1965. Cependant, il est battu aux élections cantonales de 1970 par un enseignant communiste, Jean Goubet. Mis en minorité dans sa ville, il démissionne de son mandat de maire et se retire de la vie politique.
À la fin des années 1970, il s'installe dans le Calvados où il meurt en 1993.